# Pałahicze
Pałahicze (Połahicze, ukr. Палагичі, Pałahyczi) – wieś na Ukrainie, w obwodzie iwanofrankowskim, w rejonie tłumackim.

## Historia

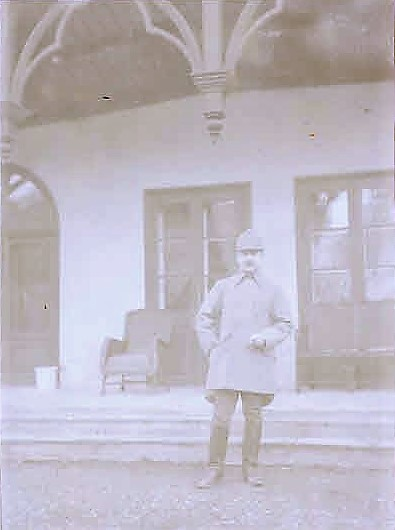
Wojskowy na stacji Pałahicze

W Haliczu 20 grudnia 1463 szlachcic Paweł Kuropatwa z Pałahicz podpisał dokument, w którym Ihnat ze wsi Kutyszcze, sędzia, i Piotr z Siemiakowiec, podsędek ziemski halicki, poświadczają, że Stanisław z Chodcza, wojewoda podolski i starosta halicki, sprzedał Grzegorzowi z Sanoka, arcybiskupowi lwowskiemu, wieś swoją dziedziczną za 300 grzywien zwykłej monety.
27 maja 1919 r. żołnierze Ukraińskiej Armii Halickiej uprowadzili z Pałahicz, a następnie zamordowali w Niżniowie 7 członków Polskiej Organizacji Wojskowej. 
W dwudziestoleciu międzywojennym Pałahicze były własnością Dzieduszyckich.
Do 1945 w Polsce, w województwie stanisławowskim, w powiecie tłumackim, w gminie Oleszów. 
W marcu 1944 nacjonaliści ukraińscy z OUN-UPA zamordowali w miejscowości 25 Polaków.
Przez wieś dawniej przechodziła linia kolejowa ze Stanisławowa do Husiatyna, część Galicyjskiej Kolej Transwersalnej. W latach 30. XX wieku najtańszy bilet trzeciej klasy z Tłumacza do Pałahicz kosztował 30 groszy.

## Ludzie związani z Pałahiczami
- Alfred Doschot (zm. 21 czerwca 1918 w 43 roku życia[7]) – właściciel dóbr Pałahicze[8]
- Oktaw Doschot – właściciel dóbr Pałahicze, członek rady powiatowej w Tłumaczu z kurii większej własności (m.in. w 1890)[9]
- Henryk Rodakowski – polski malarz, w Pałahiczach stworzył m.in. "Album Pałahickie" zawierający 11 akwarel ukazujących chłopów i Żydów z Pałachicz, który poza wartością artystyczną, posiada wartości etnograficzne[10][11]